# Střelnice Sedlec
Střelnice Sedlec je areál sportovní střelnice v pražské části Sedlec, kde jsou k dispozici stavy pro střelbu kulovými zbraněmi na vzdálenost 25 a 50 metrů. Větší část patří SSK Magnum Praha, menší České zemědělské univerzitě v Praze (a slouží k výcviku sportovní střelby SSK Duel Praha). Areál přímo sousedí s areálem patřícím Krajskému ředitelství Policie ČR v Praze.
Areál byl dostavěn v rámci Akce Z v roce 1960 a patřil obvodnímu střeleckému klubu na Praze 6. V roce 1961 spadal areál pod základní organizaci Svazarmu Tesla Radiospoj, odkud již v roce 1963 přešel pod Vysokou školu zemědělskou. V roce 1974 byl areál rozšířen o další střeliště. Další přístavba proběhla v 80. letech, kdy byla vystavěna budova pro centrum vrcholového sportu s vnitřní střelnici na 10 a 25 metrů, posilovnou a saunou. Tato část však po roce 1990 připadla Policii ČR a je pro veřejnost nepřístupná.
Část areálu, kde se nacházela oblíbená veřejná střelnice Magnum čelila kritice v okolí nově se přistěhovavších obyvatel. V červnu 2023 pak areál částečně vyhořel a od té doby je střelnice mimo provoz.